# 西方町 (薩摩川内市)
西方町（にしかたちょう）は、鹿児島県薩摩川内市の町。旧高城郡高城郷西方村、高城郡高城村大字西方、薩摩郡高城町大字西方、川内市西方町。郵便番号は899-1801。人口は392人、世帯数は173世帯（2020年10月1日現在）。

## 地理
薩摩川内市の北西部、西方川下流域に所在する 。字域の北方には阿久根市大川、南方から東方にかけては湯田町にそれぞれ接しており、西方には東シナ海が面している。
字域の西端には国道3号が、それに沿って肥薩おれんじ鉄道線が南北に通っている。字域内には西方駅が所在している。
南部には鹿児島県道339号東郷西方港線が東西に通っている。町域の西部にはかつては薩摩川内市立西方小学校があったが2013年度より薩摩川内市立水引小学校へ統合され閉校となった。海岸沿いには人形岩や西方海水浴場や西方港が所在している。

### 町名の由来
「西方」という地名は古代の出水郡国形郷の「国形」が転訛したものに由来しているという説がある。

## 歴史

### 町村制施行前の西方
西方という地名は戦国期より見え、薩摩国高城郡のうちであった。江戸期には高城郡高城郷（外城）のうちであり、村高は「加増目録」では126石余、「旧高旧領」では520石余であった。
村域内には薩摩街道が通っており、島津家久が町下通りに御仮屋を置き、参勤交代の際の休憩所として使用された。

### 町村制施行以後の西方
1889年（明治22年）に町村制が施行されたのに伴い、それまでの高城郷の区域より高城村が成立し、西方村は高城村の大字「西方」となった。1960年（昭和35年）には高城村が町制施行し高城町の大字となった。
1965年（昭和40年）4月15日には高城町が川内市に編入された。同日に鹿児島県公報に掲載された「 字の廃止及び字の新設」により同日付を以て大字西方が廃止され、大字西方の区域を以て川内市の町「西方町」が設置された。
2004年（平成16年）10月12日に川内市、東郷町、入来町、祁答院町、樋脇町、下甑村、上甑村、鹿島村、里村が新設合併し薩摩川内市が設置された。この市町村合併に伴い設置された法定合併協議会において川内市の町・字については「現行通りとする。」と協定されたため、名称の変更は行われずに薩摩川内市の町となった。

## 人口
以下の表は国勢調査による小地域集計が開始された1995年以降の人口の推移である。
| 年                 | 人口 |
| ------------------ | ---- |
| 1995年（平成7年）  | 691  |
| 2000年（平成12年） | 626  |
| 2005年（平成17年） | 515  |
| 2010年（平成22年） | 477  |
| 2015年（平成27年） | 437  |
| 2020年（令和2年）  | 392  |

## 施設

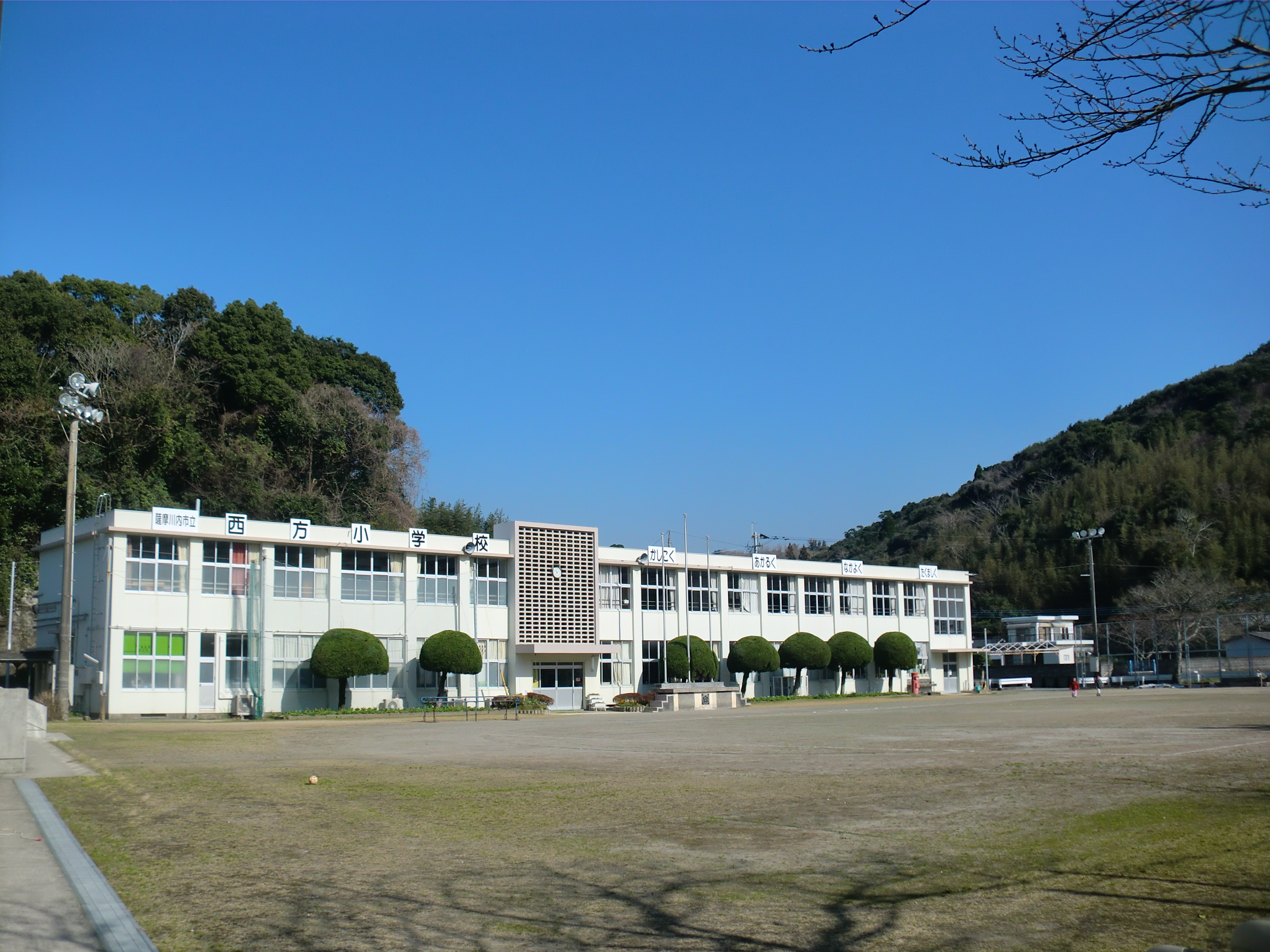
薩摩川内市立西方小学校跡（2013年3月閉校）

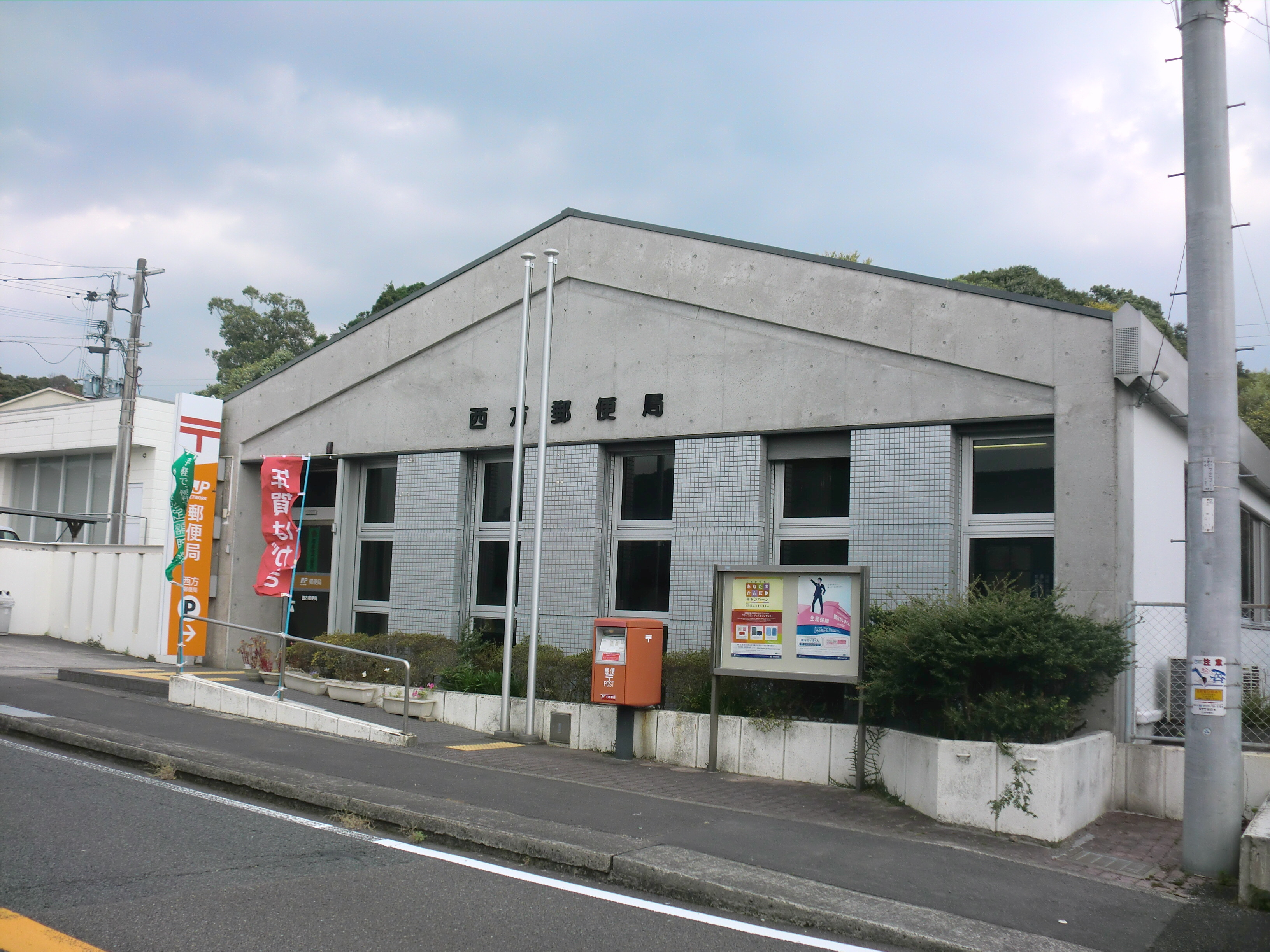
西方郵便局

### 公共
- 鹿児島県警察薩摩川内警察署西方駐在所[13]
- 西方体育館
- 西方診療所
- 西方海水浴場

### 教育
- 薩摩川内市立西方小学校跡

### 郵便局
- 西方郵便局

### 寺社
- 高城護国神社
- 潮見寺
- 西方寺
- 川原田神社
- 早馬神社

## 小・中学校の学区
市立小・中学校に通う場合、学区（校区）は以下の通りとなる。
| 町丁   | 番地 | 小学校                 | 中学校                 |
| ------ | ---- | ---------------------- | ---------------------- |
| 西方町 | 全域 | 薩摩川内市立水引小学校 | 薩摩川内市立水引中学校 |

## 交通

### 道路
一般国道
- 国道3号

一般県道
- 鹿児島県道339号東郷西方港線

### 鉄道
肥薩おれんじ鉄道
- 西方駅

### 湾港
- 西方港

## 出身人物
- 松下禎二（衆議院議員、医学者）[16]